# مقاطعة رايس (مينيسوتا)
مقاطعة رايس (بالإنجليزية: Rice County)‏ هي إحدى مقاطعات ولاية مينيسوتا في الولايات المتحدة الأمريكية.